# Sospel
Sospel település Franciaországban, Alpes-Maritimes megyében. Lakosainak száma 3807 fő (2022. január 1.). Sospel Breil-sur-Roya, Castellar, Castillon, Lucéram, Moulinet és Peille községekkel határos.

## Népesség
A település népessége az elmúlt években az alábbi módon változott:
| Lakosok száma | 2582 | 2171 | 2592 | 3440 | 3636 | 3782 | 3831 | 3805 | 3792 | 3807 |
|               | 1968 | 1982 | 1990 | 2006 | 2013 | 2015 | 2017 | 2019 | 2020 | 2022 |